# My Stealthy Freedom
My Stealthy Freedom (Meine Heimliche Freiheit) ist eine Online-Bewegung, welche von der in New York lebenden Journalistin Masih Alinejad im Mai 2014 gegründet wurde. Sie wurde über Facebook ins Leben gerufen, als Alinejad ein Foto von sich selbst ohne Hidschab veröffentlichte. Im sozialen Netzwerk können iranische Frauen Fotos von sich veröffentlichen, auf welchen sie kein Kopftuch tragen, obwohl dies im Iran strafbar ist.
Es handele sich nicht um einen absoluten Kampf gegen den Hidschab, erklärte Masih Alinejad, es gehe vielmehr um das Recht, selbst wählen zu dürfen, ob man ein Kopftuch trägt oder nicht. Der Iran müsse ebenso gut für ihre Mutter da sein wie für sie. Ihre Mutter wolle den Schleier tragen, sie hingegen will das nicht. Der Iran sollte für beide da sein.
Im Jahr 2015 bekam sie für den Einsatz beim Kampf der iranischen Frauen für menschliche Grundrechte, Freiheit und Gleichberechtigung von Geneva Summit for Human Rights and Democracy den „Women’s Rights Award“ verliehen. Über ihren Einsatz berichtete sie 2018 in einer Autobiographie, die im Jahr 2021 mit dem Titel Der Wind in meinem Haar. Mein Kampf für die Freiheit iranischer Frauen auf Deutsch erschien.

## Bibliographie
- Der Wind in meinem Haar. Mein Kampf für die Freiheit iranischer Frauen. Alibri Verlag, Aschaffenburg 2021, ISBN 978-3-86569-340-2 (Originaltitel: The wind in my hair: My fight for freedom in modern Iran. Little, Brown, New York 2018. Übersetzt von Kambiz Foroohar und Teresa Hofmann)[5]